# El Jueves
El Jueves, il cui sottotitolo è la rivista che esce i mercoledì, è un settimanale di umorismo satirico pubblicato a Barcellona dal 1977, e rappresenta l'ultimo superstite delle riviste che nacquero nel cosiddetto boom del fumetto adulto in Spagna. Dedicata alla critica dell'attualità, è stata implicata in diversi processi giudiziari e polemiche. Il simbolo della rivista è un buffone nudo che compare tradizionalmente nella parte superiore delle sue copertine.
Nel 1996 si contarono quasi 120 milioni copie stampate dalla sua nascita a quel momento.
La rivista è edita dall'omonima casa editrice "Ediciones El Jueves" che pubblica, tra gli altri prodotti, album monografici delle sue serie più famose (Chiara di notte, La Parejita, ecc.).